# Port lotniczy Berlevåg
Port lotniczy Berlevåg – krajowy port lotniczy położony w Berlevåg. Jest jednym z największych portów lotniczych w północnej Norwegii.

## Linie lotnicze i połączenia
| Linia lotnicza | Kierunek                             |
| -------------- | ------------------------------------ |
| Widerøe        | 1. Båtsfjord 2. Hammerfest 3. Mehamn |